# Personnalité émérite des arts de la RSFSR
À ne pas confondre avec l'Artiste émérite de la RSFSR
Artiste émérite de la RSFSR (russe : Заслуженный деятель искусств РСФСР ; Zasloujenny deïatel’ iskousstv RSFSR) est un prix d'État de la République socialiste fédérative soviétique de Russie (RSFSR). Il était décerné par le Présidium du Soviet suprême de la RSFSR et était l'une des formes de reconnaissance par l'État pour les mérites des citoyens s'étant distingués en arts. Le titre de Personnalité émérite des arts de la RSFSR a été décerné à des artistes, compositeurs, chanteurs, écrivains, réalisateurs, artistes et autres artistes célèbres en URSS pour des mérites personnels particuliers. Ce titre a été décerné à des personnalités aussi célèbres que Vladimir Migoulia, Viatcheslav Dobrynine, Nikita Bogoslovsky et bien d'autres.
Le titre a été créé le 10 août 1931. Depuis le 16 mai 1992, dans tous les documents, il est désigné comme la Personnalité émérite des arts de la fédération de Russie (ru), mais l'insigne a été présenté avec des modifications mineures jusqu'en 1996. Le diplôme du Présidium du Soviet suprême de la RSFSR est attaché à l'insigne.